# Мелокактус
Мелокактус, или Дынный кактус (лат. Melocactus) — род кактусов, образующих одиночные стебли средних размеров от сдавленно-шаровидной до коротко-цилиндрической формы с хорошо выраженными широкими и высокими рёбрами и крепкими шиловидными, прямыми или изогнутыми, колючками.
Широко распространённые на Антильских островах стали, по-видимому, первыми крупными шаровидными кактусами, с которыми познакомились европейцы при открытии Америки. Встречаются на территории Мексики, стран Центральной Америки, Венесуэле, Колумбии, Эквадоре, Перу, Бразилии.
Мелокактусы отличаются от других родов наличием своеобразной зоны цветения — цефалия — генеративной части побега, формирующейся апикальной меристемой взрослых растений. Цефалий не имеет хлоренхимы, в эпидерме практически нет устьиц, в ареолах цефалия образуется множество волосков и щетинообразных колючек, плотно покрывающих его стеблевую, осевую часть. Цветки формируются только в ареолах цефалия.
В целом мелокактусы настолько однотипны, что их монофилетичность (происхождение от одного общего предка) не подлежит сомнению.
В систематическом плане мелокактусы обособлены от других шаровидных кактусов, их ближайшими родственниками являются цереусы (Cereus) и Coleocephalocereus.
Опыление орнитофильное (преимущественно колибри), в то же время отмечены случаи посещения пчёлами и другими насекомыми. У большинства видов мелокактусов (за исключением самостерильных Melocactus azureus и Melocactus glaucescens) наблюдается самофертильность цветков, что способствует распространённости мелокактусов, так как даже изолированные одиночные экземпляры имеют возможность производить полноценные семена.

## Виды
По информации базы данных The Plant List, род включает 35 видов:
- Melocactus andinus R.Gruber ex N.P.Taylor
- Melocactus azureus Buining & Brederoo
- Melocactus bahiensis (Britton & Rose) Luetzelb.
- Melocactus bellavistensis Rauh & Backeb.
- Melocactus braunii Esteves
- Melocactus broadwayi (Britton & Rose) A.Berger
- Melocactus caroli-linnaei N.P.Taylor
- Melocactus concinnus Buining & Brederoo
- Melocactus conoideus Buining & Brederoo
- Melocactus coronatus (Lam.) Backeb.
- Melocactus curvispinus Pfeiff.
- Melocactus deinacanthus Buining & Brederoo
- Melocactus ernestii Vaupel
- Melocactus estevesii P.J.Braun
- Melocactus ferreophilus Buining & Brederoo
- Melocactus glaucescens Buining & Brederoo
- Melocactus harlowii (Britton & Rose) Vaupel
- Melocactus havannensis (Pfeiff.) Miq.
- Melocactus intortus (Mill.) Urb.
- Melocactus lanssensianus P.J.Braun
- Melocactus lemairei (Monv. ex Lem.) Miq. ex Lem.
- Melocactus levitestatus Buining & Brederoo
- Melocactus macracanthos (Salm-Dyck) Link & Otto
- Melocactus matanzanus León
- Melocactus mazelianus Říha
- Melocactus neryi K.Schum.
- Melocactus oreas Miq.
- Melocactus pachyacanthus Buining & Brederoo
- Melocactus paucispinus G.Heimen & R.Paul
- Melocactus peruvianus Vaupel — Мелокактус перуанский
- Melocactus salvadorensis Werderm.
- Melocactus schatzlii H.Till & R.Gruber
- Melocactus smithii (Alexander) Buining ex G.D.Rowley
- Melocactus violaceus Pfeiff.
- Melocactus zehntneri (Britton & Rose) Luetzelb.